# Acca sellowiana
Acca sellowiana är en myrtenväxtart som först beskrevs av Otto Karl Berg, och fick sitt nu gällande namn av Karl Ewald Maximilian Burret. Acca sellowiana ingår i släktet Acca och familjen myrtenväxter. Inga underarter finns listade i Catalogue of Life.
Det svenska trivialnamnet feijoa från spanskan förekommer för arten.

## Bildgalleri

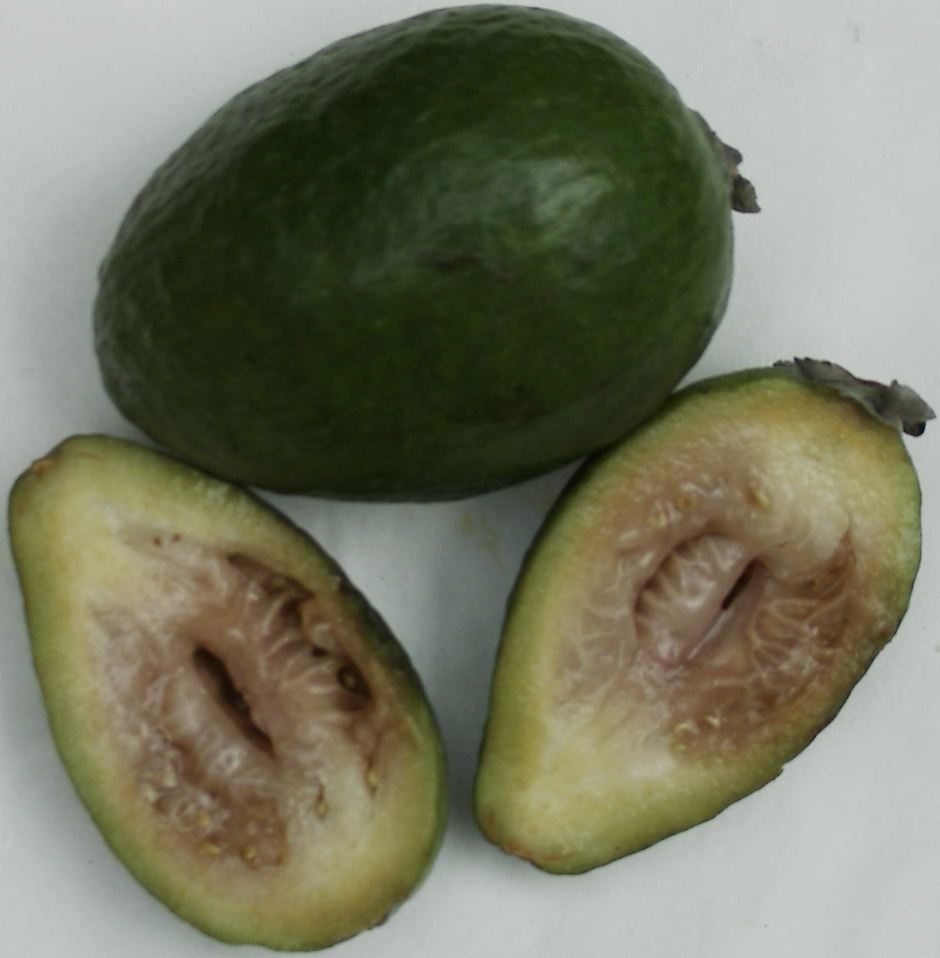
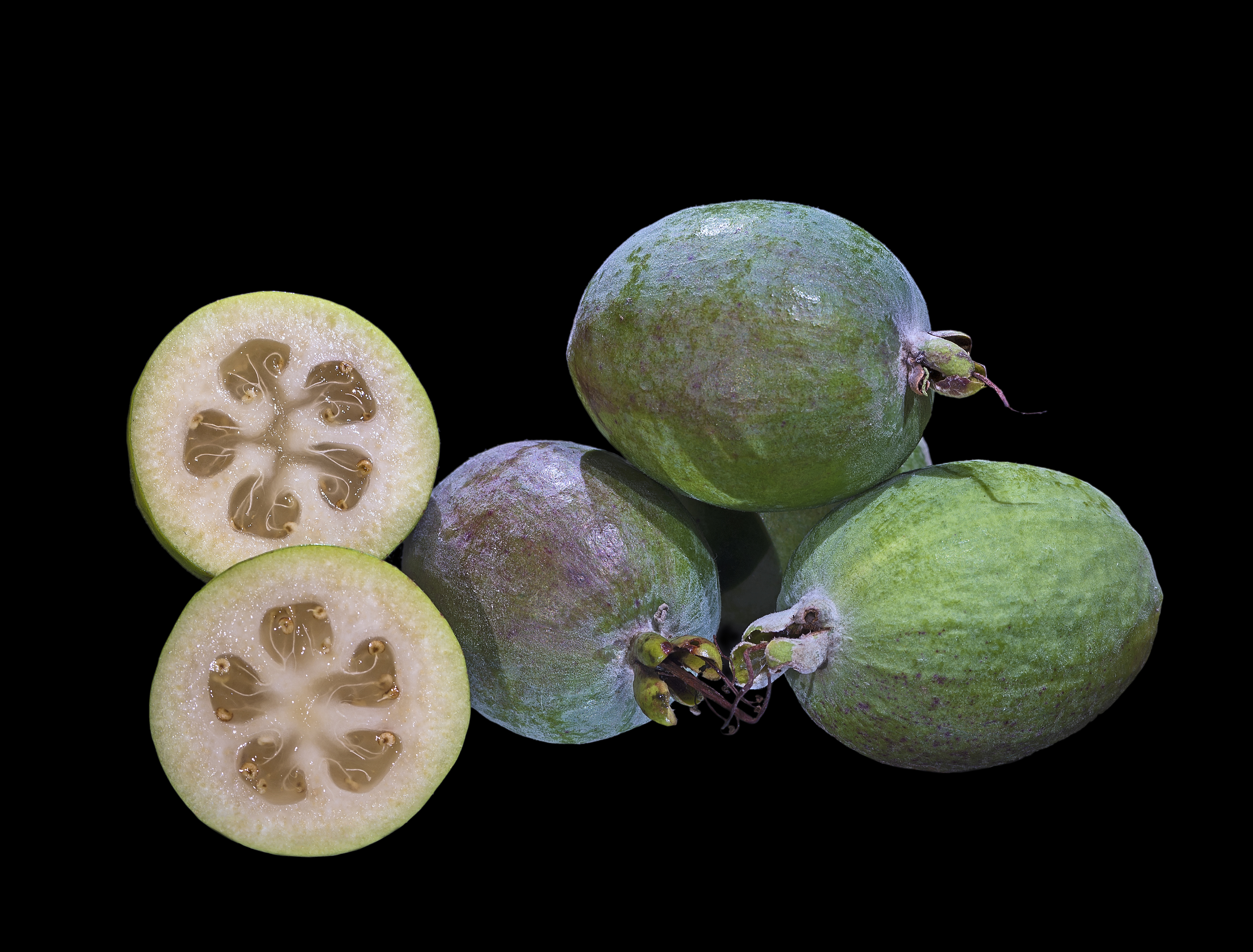
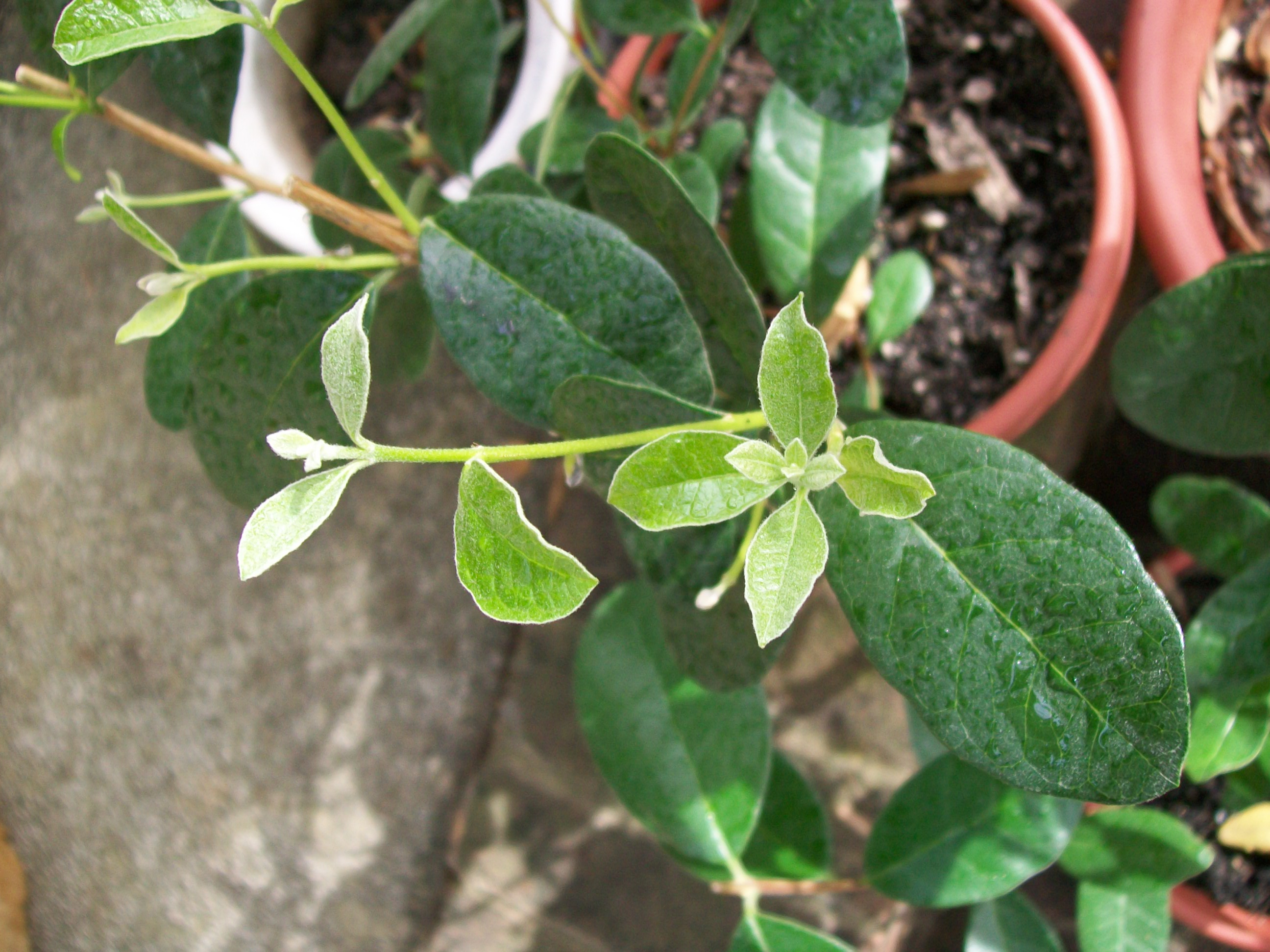